# Wormser Weg
Der Wormser Weg ist ein hochalpiner Wanderweg in der Verwallgruppe der Österreichischen Zentralalpen.

## Beschreibung
Er verbindet die Wormser Hütte und die Heilbronner Hütte. Der größte Teil dieses Abschnitts des Zentralalpenweges 02 verläuft im Bundesland Vorarlberg, ein kleiner Teil im Bundesland Tirol. Der Wormser Weg ist als mittelschwerer Bergweg klassifiziert und durchgehend markiert (roter Strich oder roter Strich auf weißem Grund). Er ist ohne technische Schwierigkeiten und überwindet insgesamt 1000 Meter Höhendifferenz im Anstieg und 1000 Meter Abstieg. Die Begehung des landschaftlich schönen und abwechslungsreichen, aber 20 km langen Wormser Weges ist mit 8½ Stunden reiner Gehzeit eine ausgesprochen lange Wanderung und daher nur ausdauernden Berggehern zu empfehlen.
Der Weg verläuft über Kreuzjoch (2398 m), Grasjoch (1975 m), Wormser Törl und Roßbergjoch zu einem Einschnitt im Südwestkamm des Valschavieler Maderers. Anschließend werden die Südflanken des Valschavieler Maderers und der östlich anschließenden Berge gequert, hin zum Valschavieljöchle (2439 m, höchster Punkt des Höhenwegs). Der letzte Wegabschnitt führt am Valschavielsee und den Scheidseen vorbei zur Heilbronner Hütte.